# 교향곡 88번 (하이든)
교향곡 88번 G장조 (Hoboken I/88)는 요제프 하이든이 니콜라우스 에스터하지(Nikolaus Esterhazy) 휘하의 오케스트라를 위해 작곡했다. 이 곡은 특히 1786년 파리 교향곡 6곡이 완성된 후 작곡된 그의 첫 번째 교향곡이다.
교향곡은 그의 89번 교향곡과 마찬가지로 1787년에 완성되었다. 비록 그것이 파리나 런던 교향곡 중 하나가 아니며 묘사적인 별명이 없음에도 불구하고 하이든의 가장 잘 알려진 작품 중 하나이다.

## 구성
작품은 표준 4악장 형식이며 플루트, 2개의 오보에, 2개의 바순, 2개의 호른, 2개의 트럼펫, 팀파니, 통주저음 (하프시코드) 및 현악기로 구성된다.
1. 아다지오 - 알레그로
2. 라르고
3. 메뉴에토 : 알레그레토
4. 종악장. 알레그로 콘 스피리토

첫 번째 악장은 악장의 본문을 준비하기 위해 지배적인 화음에 빠르게 정착하는 짧은 도입부로 시작된다. 현은 메인 테마를 나타내는 알레그로 를 열고 나머지 악장은 거기에서 전개되며 거의 모든 문장은 이전 아이디어에서 파생된다.
D장조의 느린 악장은 주로 레가토 오보에와 이를 여는 첼로 독주 주제의 장식으로 구성되어 있다.
미뉴에트는 G장조이다. 트리오는 독특한 특징을 가지고 있다. 다소 단순한 주제를 말한 후, 바순과 비올라에서 유지되는 5도는 병렬로 4도 아래로 이동한다. 이는 일반적으로 고전 작곡가가 피하는 효과이다.
피날레는 소나타 론도이며, 론도 주제가 처음에는 이진 형식으로 제시된다. 이 악장의 첫 번째 섹션은 중앙값에서 특이한 종지로 끝난다. 하이든이 쓴 것 중 가장 유쾌한 것으로 간주된다.

## 메모
1. ↑  Peter Gammond, Bluff Your Way in Music. London: Ravette Books (1985): 38. "Perhaps only a really heartless man could have written anything so incredibly happy as the finale of Symphony No. 88."